# Горки (Самарская область)
Го́рки — село в городском округе Новокуйбышевск Самарской области России.

## География
Село находится на берегу реки Чапаевка, на расстоянии 10 км (по прямой) к юго-западу от города Новокуйбышевск, административного центра района.

### Часовой пояс
Село Горки, как и вся Самарская область, находится в часовой зоне МСК+1. Смещение применяемого времени относительно UTC составляет +4:00.

## История
Село впервые упоминается в 1768 году. Тогда было учтено 44 двора, населённых новокрещенной мордвой.

## Население
| 2010 |
| ---- |
| 186  |

### Национальный состав
Согласно результатам переписи 2002 года, в национальной структуре населения русские составляли 90 % из 171 чел.